# Pazifische Taifunsaison 1999
Die Pazifische Taifunsaison hat im Gegensatz zu der Pazifischen oder Atlantischen Hurrikansaison keine offiziellen Grenzen. Sie dauerte 1999 das ganze Jahr an, obwohl die meisten tropischen Wirbelstürme im nordwestlichen Pazifischen Ozean sich zwischen Mai und November bilden.
Die Pazifische Taifunsaison beschränkt sich auf den Bereich des Pazifischen Ozeans nördlich des Äquators und westlich der Datumslinie. Stürme, die sich östlich der Datumslinie und nördlich des Äquators bilden, nennt man Hurrikane, wenn sie die Stärke eines tropischen Sturms übersteigen; diese Stürme sind Teil der pazifischen Hurrikansaison. Tropischen Stürmen, die sich im gesamten Gebiet des westlichen pazifischen Beckens bilden, wird durch das Joint Typhoon Warning Center ein Name zugewiesen. Tropische Tiefdruckgebiete in diesem Bereich erhalten den Zusatz „W“ zu ihrer laufenden Nummer. Tropische Tiefs, die in den Verantwortungsbereich der Philippine Atmospheric, Geophysical and Astronomical Services Administration (PAGASA) ziehen oder sich dort bilden, erhalten eine Bezeichnung von dieser Institution. Dies kann dazu führen, dass ein und derselbe Sturm zwei verschiedene Namen bekommt.

## Stürme

### Tropischer Sturm Hilda (Auring)
Das Joint Typhoon Warning Center (JTWC) gab früh am 4. Januar eine Warnung vor einer sich entwickelnden breiten Zirkulation aus, die sich vor der nordwestlichen Küste Borneos erstreckte. Diese entwickelte sich in ein tropisches Tiefdruckgebiet und zog langsam von der Küste Borneos weg nach Norden und wurde am Vormittag des 6. Januar zum tropischen Sturm Hilda. Schon kurze Zeit später erreichte der Sturm seinen Höhepunkt mit Windgeschwindigkeiten von 65 km/h. Hilda driftete in nördlicher Richtung in ein Gebiet mit zunehmenden Windscherungen, die dazu führten, dass sich Hilda am nächsten Tag auflöste. Sowohl durch die Japan Meteorological Agency als auch PAGASA wurde dieses System geführt, aber nur als tropisches Tiefdruckgebiet klassifiziert. PAGASA nannte den Sturm Auring.
Aus Malaysia wurde berichtet, dass der tropische Sturm Hilda über Sabah schwere Regenfälle niedergehen ließ, welche zu Fluten und Erdrutschen führten, wodurch sechs Personen getötet wurden. Der Sachschaden an beschädigten Straßen in Malaysia wurde mit 1,3 Millionen US-Dollar angegeben, 1999 das Äquivalent zu 15 Millionen Ringgit.

### Tropischer Sturm Iris (Bebeng)
Ein Monsun-Tiefdruckgebiet begann am 10. Februar auf dem Weg nach Westen, sich zwischen Pohnpei und Chuuk zu entwickeln. Das JTWC gab am 13. Februar eine Warnung heraus, als das Tief in der Nähe von Palau vorüberzog. Der Sturm sammelt langsam seine Kraft, als er auf die Philippinen zu zog und wurde am 17. Februar zum tropischen Sturm Iris, ohne sich dann weiter zu verstärken. Nachdem sich der Sturm unter Einfluss einer subtropischen Front im Osten nordwärts wendete, geriet er in ein Gebiet mit starken Windscherungen und verfiel zusehends. Am 19. Februar löste sich Iris 220 km östlich von Luzon auf.
Durch PAGASA wurde dieser Sturm als tropisches Tiefdruckgebiet geführt und mit dem Namen Bebeng versehen. Iris hatte keine Auswirkungen auf Land.

### Tropischer Sturm Jacob (Karing)
Ein Tiefdruckgebiet etwa 220 km westlich von Yap entwickelte sich am 6. April zu einem tropischen Tief. Es entwickelte sich stufenweise, als es nach Westen wanderte und wurde ein starkes Tiefdruckgebiet mit Winden um 55 km/h. Dann begann eine Beschleunigung in nordwestlicher Richtung und das System entwickelte sich in dieser Phase zu einem schwachen tropischen Sturm. Dieser Kurs führte den Sturm in eine Region mit mehr Windscherung, wodurch der Status eines tropischen Sturms verloren ging. Die geringe Zirkulation brach völlig zusammen und das System erreichte am 10. April den Süden von Luzon. Durch PAGASA wurde das System Karing getauft und als tropisches Tiefdruckgebiet geführt.
Die Niederschlagsmengen durch Jacob reichten von 80 mm bis 400 mm an manchen Orten, es wurden an Land jedoch nur minimale Schäden registriert.

### Schwerer tropischer Sturm Kate (Diding)
Am 22. April zog eine tropische Störung, die sich in der Philippinensee gebildet hatte, über Mindanao hinweg und intensivierte sich noch über Land zu einem tropischen Tiefdruckgebiet. Das Tief geriet schon bald wieder über Wasser auf seinem Weg nordwärts in den Osten der Philippinen und wurde am nächsten Tag als tropischer Sturm Kate klassifiziert. Die Prognose des JTWC ist ursprünglich nur von einer leichten Intensivierung ausgegangen und sagte eine Bewegung in nordnordöstlicher Richtung in ein für die weitere Entwicklung unvorteilhaftes Gebiet voraus. Stattdessen schlug Kate einen nördlicheren Kurs ein und gelangte in ein Gebiet mit nur minimalen Scherwind. Am 26. April wurde Kate zum Taifun, dem ersten des Jahres und erreichte seine größte Windgeschwindigkeit bei etwa 140 km/h schon kurz darauf. Später an diesem Tag beschleunigte sich die Vorwärtsbewegung des Taifuns und er passierte Iwo Jima nur 9 km nördlich. Kate begann dann, seine Konvektion zu verlieren und wurde am 28. April nordöstlich von Iwo Jima außertropisch.
Sowohl JMA als auch PAGASA beurteilten Kate während des Höhepunktes als tropischen Sturm, in beiden Fällen der erste tropische Sturm der Saison. PAGASA nannte das Tiefdruckgebiet kurz nach seiner Bildung Diding und stufte es schon vor dem JTWC zu einem tropischen Sturm auf. Kate brachte schwere Regenfälle in den Nordosten des Landes, und mancherorts summierten sich die Regenmengen auf bis zu 260 mm. Die andauernden Spitzenwindgeschwindigkeiten wurden auf Iwo Jima mit 95 km/h gemessen und einige Böen erreichten 126 km/h. Es stehen keine Schadensberichte für die Philippinen oder Iwo Jima zur Verfügung.

### Taifun Leo
Ende April begann sich innerhalb eines Monsuntiefdruckgebietes eine Zyklone zu entwickeln und wandelte sich am 27. April etwa 710 km westlich von Manila im Südchinesischen Meer zu einem tropischen Tiefdruckgebiet. Es verstärkte sich während seines Zuges nach Westen und wurde am darauffolgenden Tag als tropischer Sturm Leo benannt. Der Sturm bewegte sich dann in zyklonischer Drehweise vor der vietnamesischen Küste zu intensivieren und wurde bei seiner Wanderung nordostwärts zum Taifun. Als der Taifun in Richtung China zog, geriet Leo unter eine Hochdruckfront in der Höhe und intensivierte sich rapide zu seinem Höhepunkt mit Windgeschwindigkeiten von 205 km/h. Allerdings hielt diese Phase nicht sehr lange an, da der Sturm bei seinem Zug nach Nordosten in ein Gebiet mit starken Windscherungen geriet und Leo schwächte sich auf dem weiteren Weg nach Norden ab. Zu Zeitpunkt des Landfalls am 2. Mai war Leo nur noch als tropisches Tiefdruckgebiet klassifiziert. Konvektion und Zirkulation des Sturmes hatten sich räumlich voneinander getrennt. Über Land löste sich das System schon bald auf.
Als sich Taifun Leo entwickelte, brachten die regnerischen Bandstrukturen Regenfälle von bis zu 130 mm in verschiedene Gebiet in Vietnam. Hohe Wellen als Folge des Taifuns brachten südlich von Hongkong ein Schiff zum Untergang und nur 7 der 21 Personen an Bord wurden gerettet. Windgeschwindigkeiten von 90 km/h wurden auf Waglan Island gemessen, als Leo an Hongkong vorüberzog und der Sturm lud über 100 mm Niederschlag in dem Gebiet ab. Die Schäden in Hongkong waren in geringer Höhe und die 14 Verletzten waren in zumeist durch vom Regen verursachten Verkehrsunfällen begründet.

### Taifun Maggie (Etang)
Das sechste tropische Tiefdruckgebiet der Saison bildete sich am 1. Juni in der Monsunrinne östlich der Philippinen. Das System intensivierte sich, als es nach Norden zog und wurde 36 Stunden nach seiner Bildung als Taifun Maggie klassifiziert. Der Taifun wurde stärker, als er in der Luzonstraße Kurs auf Nordwesten nahm und erreichte seinen Gipfel am 5. Juni mit Windgeschwindigkeiten von 195 km/h. Der Taifun drehte weiter nach Westen, wo er in den Einfluss der Landfläche der Insel Taiwan geriet und begann, sich langsam abzuschwächen. Maggie erreichte als ein Taifun mit Windgeschwindigkeiten von 150 km/h am 6. Juni den Südosten Chinas, östlich von Hongkong. Der Sturm wanderte dann an der chinesischen Küste entlang und schwächte sich dabei ab. Maggie passierte Hongkong nördlich und drehte dann in die Mündung des Perlflusses, um sich am 8. Juni im Landesinneren aufzulösen. Sowohl die JMA als auch PAGASA bewerteten Maggie als ein Taifun und PAGASAs Name für den Sturm lautete Etang.
Taifun Maggie brachte Regenfälle auf die Philippinen, die dort Erdrutsche verursachten, wodurch drei Personen getötet wurden. In Taiwan starben zwei Personen und weitere wurden danach vermisst. Außerdem wurde die Elektrizitätsversorgung von mehr als 100.000 Haushalten unterbrochen und der landwirtschaftliche Schaden auf der Insel belief sich auf über 18 Millionen US-Dollar. Maggie brachte in Hongkong andauernde Winde von bis zu 80 km/h und 85 mm Niederschlag mit sich. Zwei Öltanker sanken im Hafen. Einer von ihnen war voll beladen und das auslaufende Öl verschmutzte einen nahegelegenen Uferbereich. Die durch Maggie verursachten Schäden waren in Hongkong gering, fünf Personen wurden durch den Sturm verletzt. In Guangdong tötete der Sturm vier Personen und beschädigte über 3000 Häuser. Mindestens 120 Schiffe wurden ebenfalls in Mitleidenschaft gezogen und der direkte wirtschaftliche Schaden infolge des Sturms innerhalb der Provinz belief sich auf mehr als 150 Millionen US-Dollar. Maggie verursachte auch im Norden Vietnams Regenfälle, die mit einer Regenmenge von bis zu 100 mm örtliche Überflutungen verursachten.

### Unbenannter tropischer Sturm (07W)
Ein Gebiet mit unruhigem Wetter nordöstlich von Guam entwickelte sich langsam, als es nach Westen zog und wurde am 15. Juli zum tropischen Tiefdruckgebiet 07W. Kurz nach seiner Bildung erreicht es schon seine größte Intensität und hielt seine Windgeschwindigkeit während der darauffolgenden beiden Tage bei 55 km/h, als es auf Honshū zu zog. Stärker gewordene Windscherungen verursachten die Schwächung des Systems, als dieses auf nordöstliche Richtung drehte. Das Tief löste sich am 18. Juli südöstlich von Honshū auf, ohne jemals für Land eine Gefahr gewesen zu sein.

### Tropische Depression 08W
Eine tropische Störung, die sich östlich von Okinawa nach Norden bewegte, entwickelte sich zunehmend besser, als sie sich den japanischen Hauptinseln näherte. Am 21. Juli begann diese, sich zu intensivieren und wurde dann im Nordosten Okinawas zum tropischen Tiefdruckgebiet 08W. Das Tiefdruckgebiet verstärkte sich leicht über dem ostchinesischen Meer. Nachdem der Sturm am 22. Juli in Südkorea auf das Festland traf, wurde er außertropisch, als er über die Koreanische Halbinsel zog. Das Tief löste sich über dem Japanischen Meer auf.

### Schwerer tropischer Sturm Neil (Helming)
Am 23. Juli begann sich innerhalb der Monsunrinne in der Philippinensee eine tropische Störung zu entwickeln. Die Konvektion nahm zusehends zu, als die Störung nach Norden zog und am 25. Juli bildete sich südlich von Okinawa das neunte tropische Tiefdruckgebiet der Saison. Das System zog in der Nähe der japanischen Insel vorbei und wurde schon bald als tropischer Sturm Neil klassifiziert. Der Sturm drehte leicht nach Westen auf die Koreanische Halbinsel zu und erreichte seinen Gipfel mit Windgeschwindigkeiten von 75 km/h am 26. Juli. Neils erreichte das Festland am nächsten Tag südwestlich von Suncheon als schwacher tropischer Sturm, der schon kurz darauf über dem Gelben Meer als tropisches Tief wieder auf See gelangte. Dort geriet Neil in den Einfluss einer subtropischen Rinne, die das System wieder in Richtung Südkorea drehte. Am 28. Juli traf Neil 35 km südwestlich von Seoul erneut auf die Küste und löste sich dann über Land schnell auf.
Sowohl durch die JMA als auch PAGASA wurde Neil als tropischer Sturm klassifiziert und PAGASA teilte Neil den Namen Helming zu. Ungewöhnlich war, das PAGASA den Höhepunkt des Sturmes am 22. Juli festlegte, während durch das JTWC Neil noch als eine sich entwickelnde tropische Störung führte. Dieser Unterschied geht auf abweichende Meinungen beider Wetterbeobachtungszentren darüber zurück, wo sich das Zentrum des Sturmes befand. Aus Japan wurden Schäden durch Fluten und Windböen aufgrund von Neil gemeldet und eine Fähre war bei Kannoura auf Grund gelaufen. Vor der Küste Südkoreas kam bei dem Untergang eines Fischerbootes die achtköpfige Besatzung um. Auf der Jeju-do erreichten die Windböen Geschwindigkeiten von bis zu 95 km/h und die Regenmenge während des Höhepunktes von Neil betrug mehr als 200 mm. Als sich der Sturm über Südkorea auflöste, verursachte er Fluten, die mindestens sieben Personen töteten und 7000 obdachlos machten.

### Unbenannter tropischer Sturm (10W)
Eine tropische Störung begann sich am 23. Juli innerhalb derselben Monsunrinne im Südchinesischen Meer zu entwickeln, die schon weiter im Osten den tropischen Sturm Neil hervorgebracht hatte. Die Störung wurde spät am 25. Juli zu einem tropischen Tiefdruckgebiet und wendete sich nordwärts auf die chinesische Küste zu. Das System verstärkte sich nicht viel weiter und erreichte am 27. Juli in der Nähe von Shanwei als minimales tropisches Tiefdruckgebiet das Festland. Das Tief zog dann landeinwärts, wo es sich auflöste. Durch die JMA wurde 10W als tropischer Sturm bewertet, mit zehnminütigen Spitzenwindgeschwindigkeiten von 75 km/h. Es war damit das zweite System des Jahres 1999, das von der JMA als tropischer Sturm eingestuft war, während das JTWC das System als Tiefdruckgebiet bewertete.
Als das Tiefdruckgebiet an Hongkong vorbeizog, fielen etwa 31 mm Niederschlag und die andauernden Winde, die auf Waglan Island gemessen wurden, beliefen sich auf 72 km/h. Über Land gab es keine nennenswerten Schäden in Verbindung mit dem Tiefdruckgebiet.

### Taifun Olga (Ising)
Am 26. Juli begann eine Störung am östlichen Ende einer gut ausgebildeten Monsunrinne östlich der Philippinen, sich zu entwickeln. Die Konvektion innerhalb dieser Störung nahm zu, als diese nach Norden zog und am 29. Juli bildete sich das tropische Tiefdruckgebiet 11W. Das System intensivierte sich weiter und wurde zwei Tage später, als es sich Okinawa näherte als Taifun klassifiziert. Nachdem Olga am 1. August auf die japanische Insel traf, schwächte sich das System leicht ab, als es über die Insel zog. Es wanderte weiter nach Nord-Nordwest und intensivierte sich zu seinem Höhepunkt, den es mit Windgeschwindigkeiten von 150 km/h erreichte, als es sich Korea näherte. Der Sturm begann, schwächer zu werden, als er am 3. August westlich an Jeju-do vorüberzog und des auf der Halbinsel T'aean zum zweiten Mal über Land geriet. Danach zog es nordwärts über das Gelbe Meer, um schließlich am darauffolgenden ein letztes Mal in Nordkorea über Land zu geraten. Dabei warOlga ein starker tropischer Sturm und erreichte Windgeschwindigkeiten von 100 km/h und wurde kurz darauf außertropisch. Olga wurde sowohl durch die als auch PAGASA als Taifun klassifiziert und PAGASA benannte den Sturm Ising, bevor das JTWC seine erste Warnung zu dem sich entwickelnden System ausgegeben hatte.
Obwohl der Taifun Olga sich nicht den Philippinen direkt angenähert hatte. war er dort für schwere Regenfälle verantwortlich, die in einem großen Teil von Luzon 160 Personen töteten und 80.000 obdachlos machten. Olga zog über Okinawa mit Windgeschwindigkeiten von 80 km/h hinweg, über Schäden auf der Insel ist aber nichts bekannt. Auf der Koreanischen Halbinsel summierten sich die Starkregenfälle zu Niederschlagsmengen von bis zu 600 mm, wobei die höchsten Werte im Grenzgebiet zwischen Nord- und Südkorea auftraten. Die daraus folgenden Überflutungen in verursachten in Südkorea 64 Todesopfer. In der Nähe von Seoul wurden einzelne Windböen von 96 km/h aufgezeichnet. Die Fluten vernichteten in Südkorea etwa 400.000 Quadratkilometer Anbauflächen von Reis und 8.500 Häuser, 25.000 Menschen wurden dadurch obdachlos. Das Rote Kreuz berichtete, dass in Nordkorea 42 Personen getötet und 40.000 obdachlos wurden und dass die Fluten die vorhandene Lebensmittelknappheit verschlimmerten. Taifun Olga brachte die schwersten Regenfälle in Nord- und Südkorea seit 25 Jahren mit sich, die dort einen Schaden von 657 Millionen US-Dollar verursachten.

### Tropischer Sturm Paul
Anfang August entwickelte sich innerhalb eines Monsunwirbels südwestlich von Guam eine Zyklone in niedriger Höhe. Am 2. August gab das JTWC erstmals Hinweise auf die sich entwickelnde Störung heraus und klassifizierte am nächsten Tag das System als tropisches Tiefdruckgebiet 12W, das sich weiter intensivierte und am 4. August zum tropischen Sturm Paul aufgestuft wurde und mit dem Wirbel verschmolz, aus dem er sich gebildet hatte. Dabei erreichte Paul seine größte Intensität mit Windgeschwindigkeiten von 95 km/h und lag östlich von Okinawa. Paul wandte sich kurz in nordöstlicher Richtung und schwächte sich dann wieder zu einem tropischen Tiefdruckgebiet ab. Das Tief zog am 6. August auf das westliche Ufer der Südküste von Kyushu zu, bevor es sich am 6. August im Gelben Meer auflöste.
Der tropische Sturm Paul war äußerst ungewöhnlich, weil es sich aus einem Monsunwirbel entwickelte und sich dann mit diesem verband. Solche Verbindungen sind sehr selten und es ist weitaus üblicher, dass tropische Stürme, die sich auf diese Weise bilden, dann unabhängig von dem nicht-tropischen System bewegen. Paul wurde auch durch die JMA als tropischer Sturm bewertet, welche auch berichtete, dass der Sturm im Westen Japans Erdrutsche und Überflutungen verursachte.

### Tropischer Sturm Rachel
Innerhalb einer Monsunrinne vor der chinesischen Küste bildete sich am 6. August eine tropische Störung, die sich verstärkte und als tropischer Sturm Rachel benannt wurde, als sie in Richtung Taiwan zog. Rachel schwächte sich allerdings vor dem Erreichen der Insel wieder zu einem tropischen Tief ab und löste sich am 7. August über den Chungyangbergen auf. Die Reste des Systems wanderten weiter nordöstlich ins Ostchinesische Meer, wo sich das System am nächsten Tag bei der Annäherung an Okinawa neubildete. Rachel wurde für kurze Zeit zum zweiten Mal zum tropischen Sturm, bevor sich dessen Richtung nach Nordwesten drehte. Da geriet er unter ungünstiger werdende Bedingungen und schwächte sich am 9. August schnell ab. Über Schäden durch Rachel ist nichts bekannt.

### Tropische Depression 14W
Das tropische Tiefdruckgebiet 14W bildete sich am 8. August 120 km nördlich von Iwo Jima. Das Tief wanderte unter dem Einfluss einer subtropischen Front über dem Norden Japans nordwärts und drehte am 9. August nach Nordwesten, um dann seine Winde vor dem Erreichen des Festlandes bei Owase auf 45 km/h zu beschleunigen. Das Tiefdruckgebiet schwächte sich über Honshū ab und löste sich kurz darauf über dem Japanischen Meer auf.

### Tropische Depression 15W
Eine tropische Störung entwickelte sich am 15. August im Ostchinesischen Meer und driftete stufenweise in Richtung Kyushu. Das System intensivierte sich dabei und wurde am nächsten Tag zum tropischen Tiefdruckgebiet 15W. Die vierte Warnung des JTWC sah den Zyklon näher an der Küste, wo er schließlich am 17. August in der Nähe von Ushibuka auf das Festland traf. Das Tief wanderte dann über die Insel und erreichte das Japanische Meer etwas später an diesem Tag und schwächte sich dort ab. Der Sturm löste sich am 18. August auf, aber die Überbleibsel waren noch für weitere zwei Tage erkennbar.

### Schwerer tropischer Sturm Sam (Luding)
Am 17. August begann sich innerhalb der in der Philippinensee befindlichen Monsunrinne eine Zirkulation besser zu organisieren und das JTWC gab Hinweise heraus. Das sich entwickelnde System wanderten nordwestwärts und wurde neun Stunden später als tropisches Tiefdruckgebiet 16W klassifiziert. Als der Zyklon sich weiter intensivierte, wurde das Tief am 19. August zum Tropischen Sturm Sam heraufgestuft. Eine subtropische Rinne im Norden änderte den Kurs in eine westliche Richtung auf Luzon zu. Der Sturm zog am 20. August über dem Norden der Insel und trat in das Südchinesische Meer ein. Sam erreichte am darauffolgenden Tag Taifunstärke und intensivierte sich bei der Annäherung an die chinesische Küste weiter. 19 km nordöstlich von Hongkong traf der Taifun auf das Festland und seine Spitze erreicht der Taifun mit Windgeschwindigkeiten von 140 km/h am 22. August. Sam setzte seinen Weg nach Nordwesten über dem chinesischen Festland fort und löste sich etwa 24 Stunden später auf. PAGASA vergab für den sich entwickelnden Sturm den Namen Luding, kurz bevor das JTWC Hinweise auszugeben begann.
Taifun Sam war auf den Philippinen für sieben Tote verantwortlich und die Überflutungen aufgrund der Regenfälle machten 4000 Personen obdachlos. Die Erdrutsche blockierten einige Hauptstraßen bei Baguio City. Sam war der regenreichste tropische Zyklon, der Hongkong seit Beginn der Aufzeichnungen im Jahre 1884 betroffen hatte. Die Niederschlagsmenge von über 616 mm hatte den vorherigen Rekord aus dem Jahre 1926 übertroffen. Andauernde Spitzenwindgeschwindigkeiten von 96 km/h waren auf Waglan Island gemessen worden, als der Taifun über das Gebiet zog. Der schwere Regen verursachte Sturzfluten und mehr als 150 Erdrutsch innerhalb von Hong Kong. Dabei wurde eine Person getötet und die Evakuierung von mehr als 1000 erzwungen. Insgesamt 328 Personen wurden bei verschiedenen Zwischenfällen im Zusammenhang mit dem Sturm verletzt und der Gesamtschaden in Hongkong summierte sich auf ungefähr 17 Millionen US-Dollar. Zusätzlich zu den direkten Opfern durch den Sturm sind noch drei Tote und über 200 Verletzte von China-Airlines-Flug 642 zu rechnen, bei dessen Ankunft auf dem Hong Kong International Airport das Flugzeug eine Bruchlandung machte. Zum Zeitpunkt des Unfalles wurden auf dem Flughafen Böen von mehr als 65 km/h gemessen. Nachdem Sam China erreicht hatte, tötete der Sturm dort mindestens 17 und verletzte weitere 100 Personen in Guangdong. Die direkten wirtschaftlichen Schäden in der Provinz beliefen sich auf 18 Millionen US-Dollar.

### Schwerer tropischer Sturm Tanya
Das Tropische Tiefdruckgebiet 17-W bildete sich ungewöhnlich weit nördlich, über dem 30. Breitengrad hinaus. Es entsteht aus einem westwärts ziehenden Gebiet mit niedrigem Luftdruck. Das durchaus kompakte System intensivierte sich auf dem Weg nach Westen unter dem Einfluss einer subtropischen Front im Norden und das JTWC stufte das Tief am Morgen des 20. August zum Tropischen Sturm Tanya auf. Tanya setzte die langsame Intensivierung fort und Taifun Tanya erreichte am 22. August mit Windgeschwindigkeiten von 130 km/h den Höhepunkt. Am nächsten Tag begann Tanya aufgrund einer Schwäche in der nördlichen Front zu schlingern und aufkommende Windscherung schwächte den Sturm. Dieser schwächte sich noch weiter ab, als die Umwandlung in eine außertropische Zyklone erfolgte und am 24. August gab das JTWC seine letzte Warnung vor dem Zyklon aus.
Tanya wurde auch von der JMA beobachtet, die den Sturm auf seinem Gipfel als schwerer tropischer Sturm bewertet. Die Nachanalyse nach Ende der Saison ergab, dass die anfängliche Intensität des Systems höher war, sodass Tanya bereits ein tropischer Sturm war, bevor das JTWC begann, Warnungen auszugeben. Taifun Tanya hatte keine Auswirkungen auf Land.

### Schwerer tropischer Sturm Dora
→ Hauptartikel: Hurrikan Dora (1999)
Hurrikan Dora, der stärkste Sturm der pazifischen Hurrikansaison 1999, überquerte am 20. August die internationale Datumslinie in den westlichen Pazifik. Die letzte Warnung des Central Pacific Hurricane Center, als Dora sich noch im mittleren Pazifik befand, ging noch von einem minimalen Hurrikan aus. Als der Sturm die Datumslinie überquert hatte, übernahm das JTWC die Verantwortlichkeit für den Sturm und stuft ihn in seiner ersten Wetterwarnung zu einem tropischen Sturm zurück. Im westlichen Pazifik angekommen, wendete sich Dora als tropischer Sturm in Richtung Nordwesten und schwächte sich noch weiter ab, als die Windscherungen zunahmen. Dora wurde am 22. August nördlich von Wake zu einem tropischen Tiefdruckgebiet abgestuft. Weiter in nördlicher Richtung ziehend, löste sich Dora am nächsten Tag auf.
Dora war der erste Sturm seit John im Jahre 1994, der in allen drei pazifischen Becken existierte. Durch das System wurden nirgendwo auf seiner Wanderung durch den Pazifischen Ozean wesentliche Schäden verursacht.

### Tropische Depression 18W
Am 21. August bildete sich am Südende einer westwärts wandernden Linie von Windscherungen, etwa 1200 km östlich von Tokio, eine kleine Zyklone. Das Tiefdruckgebiet verstärkte sich leicht und erreichte mit Windgeschwindigkeiten um 55 km/h am nächsten Tag seinen Höhepunkt, bevor die stärker werdenden Windscherungen dem System Tribut abverlangten. Das tropische Tiefdruckgebiet wurde am nächsten Tag östlich von Japan außertropisch, ohne nahe an Land herangekommen zu sein.

### Taifun Virgil
Am 23. August bildete sich am Ende einer Reihe von Scherungen nördlich von Iwo Jima. Die vertikale Windscherung begann sich abzuschwächen und das JTWC begann am nächsten mit der Verkündung von Warnungen zum Tropischen Tiefdruckgebiet 19W. Der Sturm dreht nach Südwesten und verstärkte sich rapide vom Status eines tropischen Tiefdruckgebietes bis zu seinem Höhepunkt als Taifun am 25. August mit Windgeschwindigkeiten von 130 km/h innerhalb von nur zwölf Stunden. Virgil hielt die Taifunstärke für mehr als einen Tag, geriet aber dann in eine Umgebung mit starken Scherungen und begann, sich wieder abzuschwächen. Unter dem Einfluss eines vorüberziehenden Frontensystems drehte sich die Vorwärtsbewegungsrichtung im Uhrzeigersinn in nordöstliche Richtung. Der Sturm löste sich am 29. August auf, ohne dem Land näher gekommen zu sein. Die JMA beobachtete Taifun Virgil und klassifizierte ihn bei seinem Höhepunkt als minimalen schweren tropischen Sturm.

### Tropischer Sturm Wendy (Mameng)
Ende August entwickelte sich über einem Tiefdruckgebiet in der Philippinensee östlich von Luzon ein ausgedehnter Bereich mit Konvektion. Das System entwickelte sich am 1. September zum Tropischen Tiefdruckgebiet 20W, das nach Westen wanderte. Es intensivierte sich zunächst nicht, weil es am 2. September über den Rand der Nordwestspitze Luzons hinwegzog. Nachdem der Sturm das Südchinesische Meer erreicht hatte, drehte er mehr nach Westen und erreichte mit Windgeschwindigkeiten von 75 km/h seinen Höhepunkt als Tropischer Sturm Wendy. Er hielt diese Stärke, bis er am nächsten Tag in China, etwa 220 km ostnordöstlich von Hongkong, das Festland erreichte. Der Sturm zog ins Landesinnere und löste sich schon bald darauf auf. Sowohl JMA als auch PAGASA beobachteten den Sturm und PAGASA vergab den Namen Mameng. PAGASA bewertete den Sturm mit stärkeren Winden als das JTWC, obwohl PAGASA 10-minütige Durchschnittswerte bei der Berechnung der andauernden Winde verwendet, was normalerweise zu niedrigeren Windgeschwindigkeiten führt.
Wendy verursachte schwere Regenfälle im Süden Chinas, die eine Woche lang andauerten. Bis zu 500 mm Niederschlag wurden im Norden von Jiangxi und im Süden von Zhejiang gemessen. Mindestens 133 Personen wurden getötet und über 2600 verletzt, wobei Wenzhou besonders hart getroffen wurde. Mehr als eine halbe Million Menschen mussten evakuiert werden und mehr als 2,2 Millionen Menschen waren von dem Sturm betroffen. Ein örtlicher Regierungsvertreter nannte den Sturm „den schlimmsten Sturm des Jahrhunderts“. Der direkte wirtschaftliche Schaden in der Region überschritt 275 Millionen US-Dollar. Obwohl das Hauptland Chinas schwer betroffen war, hatte der Sturm auf Hongkong nur geringe Auswirkungen.

### Taifun York (Neneng)
Eine tropische Störung entwickelte sich am 10. September in der westlichen Philippinensee, trotz anfänglichen Entwicklungsschwierigkeiten, weil sie durch die Landfläche Luzons beeinflusst wurde. Die Störung zog über Luzon hinweg in das Südchinesische Meer, wo sie sich besser ausbilden konnte und am Abend des 11. September als Tropisches Tiefdruckgebiet 21W klassifiziert wurde. Das System verstärkte sich stetig, als es auf die chinesische Küste zuzog und die Winde erreichte eine Spitzengeschwindigkeit von 130 km/h als Taifun York am 16. September. Yorks Kurs führte westlich von Hongkong über das Festland und am nächsten Tag löste sich den Taifun auf. Sowohl durch JMA als auch PAGASA wurde York als tropischer Sturm geführt, PAGASA hat dem System den Namen Neneng gegeben.
Als sich das noch entwickelnde Tiefdruckgebiet die Philippinen überquerte, brachte es schwere Regenfälle mit sich, die teilweise bis zu 400 mm erreichten, wodurch im Cagayan Valley Überflutungen verursacht wurden. Durch Erdrutsche wurden im Norden Luzons 18 Personen getötet. Als sich der Taifun York Hongkong nähert, hisste das Hong Kong Observatory das Signal No. 10 zur Warnung der Bevölkerung zum ersten Mal seit 1983 und beließ es dort für 11 Stunden, die längste Dauer, während derer das Signal auf dieser Stufe belassen wurde. Die andauernden Spitzenwindgeschwindigkeiten auf Waglan Island wurde mit 150 km/h aufgezeichnet und die Spitzenböe von 234 km/h war der höchste dort je gemessene Wert. Insgesamt vielen über Hong Kong 300 mm Regen, als York direkt über das Territorium hinwegzog und die darausfolgenden Fluten hatten schwere Auswirkungen auf die Landwirtschaft Hong Kongs. Zwei Personen starben in dem Sturm und über 500 wurden verletzt, davon 11 schwer. Über 18000 Wohnungen verloren während des Sturmes die Stromzufuhr und 4000 Bäume wurden entwurzelt. Der Schaden, den der Sturm verursachte, überschritt die Marke 10 Millionen US-Dollar und die direkten wirtschaftlichen Verluste beliefen sich auf mehrere Milliarden Hong-Kong-Dollar. Der Verkehr war schwer gestört, über 470 Flüge wurden gestrichen, wovon 80.000 Passagier betroffen waren.
Zwei Schiffe liefen auf Grund und ein Frachter sank, die Besatzungen konnten erfolgreich gerettet werden. In Macau wurde eine Person verletzt und 120 durch den Sturm verursachte Zwischenfälle wurden dort verzeichnet. Nachdem York über Hongkong hinweggezogen war, tötete der Taifun 15 Personen und verletzte weitere 700 in Guangdong; die wirtschaftlichen Schäden dort überschritten die Marke von 24 Millionen US-Dollar. 10.000 Menschen wurden durch die Fluten in China von der Außenwelt abgeschnitten und in Shenzhen mehr als zehntausend Bäume entwurzelt.

### Tropischer Sturm Zia
Das JTWC begann am 11. September, eine Störung in einer Monsunrinne westlich der Marianen zu verfolgen. Die Störung wanderte ohne deutliche Entwicklung bis zum 13. September nach Norden, als die Ausströmung des Systems sich wesentlich verbesserte und schon bald entwickelt sich ein tropisches Tiefdruckgebiet östlich von Okinawa. Das Tief intensivierte sich weiter und wurde an diesem Tag bei der Annäherung auf Kyushu zum Tropischen Sturm Zia aufgestuft. Zia hatte mit Windgeschwindigkeiten von 85 km/h ihren Höhepunkt, als sie am 14. September auf die Insel Kyushu traf. Der Sturm wendete sich nach Nordosten und zog über Japan hinweg, um sich am nächsten Tag über der Mitte von Honshū aufzulösen.
Der Tropische Sturm Zia brachte heftigen Regen in den Westen Japans, der an manchen Orten 500 mm überschritt. Die folgenden Fluten und Erdrutsche verursachten Evakuierungen von mehr als 14.000 Menschen und schnitt über 1300 Touristen in einem japanischen Bergort ab. In Japan wurden durch Zia insgesamt neun Personen getötet.

### Tropischer Sturm Ann
Das Tropische Tiefdruckgebiet 23W bildete sich am 15. September etwa 165 km östlich von Okinawa aus einer Störung heraus, die unter Einfluss eines subtropischen Hochdruckgebietes nach Nordwesten zog. Als sich das System entwickelte, wendete es sich zunächst nach Nordwesten und dann nach Westen und wurde als Tropischer Sturm Ann einen Tag später benannt. Als Ann sich am 18. September dem chinesischen Festland nördlich von Shanghai näherte, erreichte der Sturm seine Spitze mit Windgeschwindigkeiten von 85 km/h und begann sich wieder mehr in nordwestlicher Richtung zu wenden. Der Sturm begann die Phase der Abschwächung, als er auf starke Windscherungen stieß. Ann wurde durch eine die Region durchquerende Rinne in mittlerer Höhe eingefangen und nach Osten abgedreht. Über dem Gelben Meer wurde der Sturm schnell schwächer und das System löste sich am 20. September kurz vor der südkoreanischen Küste bei Mokpo auf.
Der Tropische Sturm Ann verursachte in Anhui, Jiangsu und Shandong am 18. September moderate Regenfälle von bis zu 100 mm. Südkorea und der Südwesten Japans wurden durch bis zu 200 mm Niederschlag durch Ann and Typhoon Bart gesättigt, wodurch Fluten und Schäden an Reisfeldern entstanden.

### Supertaifun Bart (Oniang)
Das Tropische Tiefdruckgebiet 24W entwickelte sich am 17. September östlich von Taiwan. Der Sturm wanderte nach Nordwesten und wurde am 19. September zum Tropischen Sturm Bart aufgestuft und erreichte am nächsten Tag Taifunstärke. Bart intensivierte sich weiter, als er unter dem Einfluss von Winden in der Höhe sich nach Nordosten wandte. Der Taifun erreichte am 22. September mit andauernden Spitzenwindgeschwindigkeiten von 260 km/h seinen Höhepunkt, als er 75 km westlich an Okinawa vorbeizog und wurde damit der einzige Supertaifun des Jahres 1999. Bart begann sich langsam abzuschwächen, als es nordwärts auf Kyushu zuzog, das er am 23. September mit Windgeschwindigkeiten von 185 km/h traf. Nachdem er Kyushu und den äußersten Westen Honshūs überquert hatte, beschleunigte der Sturm seine Vorwärtsbewegung nach Nordosten in das Japanische Meer hinein und wurde außertropisch, kurz bevor er den Norden von Hokkaidō erreichte. Da sich Taifun Bart im Verantwortungsbereich von PAGASA bildete, erhielt das System den Namen Oniang vor seinem Zug nach Norden.
Taifun Bart forderte mindestens zwei Menschenleben auf der Insel Okinawa und verursachte Niederschlagsmengen von mehr als 710 mm. Die Kadena Air Base wurde durch den Taifun schwer beschädigt und der Schaden auf der Militärbasis belief sich auf über 5 Millionen US-Dollar. Schwere Überflutungen und Erdrutsche führten in Japan zu mehr als 30 Toten und über 1000 Verletzten. Mehr als 800.000 Wohnungen waren ohne Strom und 80.000 wurden durch den Sturm beschädigt. Die schlimmsten Schäden fielen in der Präfektur Kumamoto auf Kyushu an, wo 16 Personen getötet wurden und über 45.000 beschädigt wurden. Bart wirkte sich auf ganz Japan aus, da geringere Schäden auch auf Hokkaidō angerichtet wurden, nachdem der Sturm außertropisch geworden war. Ein umstürzender Kran tötete in Hiroshima drei Arbeiter in der dortigen Anlage von Mitsubishi und vier weitere wurden dabei verletzt. Der Itsukushima-Schrein wurde ebenfalls in Mitleidenschaft gezogen. Taifun Bart war der teuerste Sturm der Taifunsaison; die gesamten Sturmschäden beliefen sich auf 3,5 Milliarden US-Dollar.

### Tropischer Sturm Cam
Eine Wetterstörung in einem Gebiet südlich von Hongkong im Südchinesischen Meer begann, sich zu Beginn des 23. September besser zu organisieren und das JTWC begann, Hinweise auf das System auszugeben. Es entwickelte sich zum 25. Tiefdruckgebiet der Saison und nahm Kurs in nordöstliche Richtung, da es unter dem Einfluss einer Front in mittlerer Höhe auf seiner Ostseite stand. Das Tief entwickelte sich stetig weiter und wurde am 24. September zum Tropischen Sturm Cam aufgestuft. Es erreicht noch an dem Tag mit andauernden Windgeschwindigkeiten von 75 km/h seinen Höhepunkt, als die Vorwärtsbewegung sich stufenweise in Richtung Norden änderte. Als es sich der chinesischen Küste näherte, drängte eine starke Front im Norden Cam abrupt nach Westen, auf Hongkong zu und das System begann, sich abzuschwächen. Das JTWC gab seine letzte Warnung aus, als das Tief noch auf See war, kurz bevor es Hong Kong mit Windgeschwindigkeiten von 35 km/h erreichte. Der Sturm löste sich am 26. September über China auf.
Als sich der Tropische Sturm Cam Hongkong näherte, wurde durch das HKO zum fünften Mal in dem Jahr das No. 8 Signal gehisst. Dies geschah zum ersten Mal seit 1964. Die stärkste Böe an Land wurde mit 121 km/h auf Tai Mo Shan, gemessen. Die Niederschläge waren mit 41 mm in Hongkong moderat. Cam war verantwortlich für 23 Verletzte und einen Toten. Örtlich gab es begrenzt Sturzfluten und etwa 150 Personen mussten vorübergehend in Notunterkünfte gebracht werden. Im Flugverkehr kam es zu Störungen und etwa 100 Flüge wurden gestrichen oder waren verspätet.

### Taifun Dan (Pepang)
Das tropische Tiefdruckgebiet 26W entwickelte sich am 1. Oktober über der Philippinensee, etwa 750 km östlich von Luzon. Das System intensivierte sich, als es in westnordwestlicher Richtung zog und wurde am 3. Oktober zum Tropischen Sturm Dan aufgestuft und erreichte am nächsten Tag Taifunstärke. Taifun Dan erreichte seine größte Stärke am 5. Oktober mit Windgeschwindigkeiten von 205 km/h und er traf den Norden von Luzon in dieser Stärke. Der Taifun schwächte sich ab, als er in das Südchinesische Meer zog, gewann aber erneut an Stärke, als er sich nach Norden wandte. Taifun Dan erreichte am 9. Oktober in der Nähe von Xiamen in China zum zweiten Mal das Festland und schwächte sich danach über Land ab. Dan drehte nach Nordosten ab und wurde schwächer. Als tropisches Tief gelangte Dan zwar noch spät am 10. Oktober über das Gelbe Meer, wurde dort aber durch ein Frontensystem am nächsten Morgen absorbiert. Sowohl JMA als auch PAGASA bewerteten diesen Sturm als Taifun und Pagasas Name war Pepang.
Taifun Dan verursachte Starkregen mit Regenmengen von bis zu 500 mm, sowohl im Norden von Luzon als auch im Süden von Taiwan. Von den Sturzfluten waren auf den Philippinen 2600 Häuser betroffen und mindestens fünf Personen wurden davon getötet. Der Schaden in der Landwirtschaft der Philippinen betrug mehr als 2 Millionen US-Dollar. Der Süden von Taiwan hatte sich noch nicht richtig von dem Chi-Chi-Erdbeben des vorangegangenen Monats erholt, und Dan versetzte diesen Bemühungen einen Rückschlag. Der Taifun verursachte den Bruch eines Deiches in Kaohsiung und eines anderen in Tainan, die bereits durch das Erdbeben beschädigt gewesen sind. Dan verursachte auf Kinmen eine Menge umgestürzter Bäume, was zur Unterbrechung der Stromversorgung für mehr als 70 Prozent der Inselbevölkerung führte. Auf Penghu wurden durch den Sturm mehrere Fischerboote versenkt und Häuser beschädigt. 34 Personen wurden durch den Sturm in Fujian getötet und rund 1400 weitere verletzt. In der Provinz wurden 1500 Häuser zerstört und der aufgetretene Schaden summierte sich auf 240 Millionen US-Dollar. Dan war der folgenschwerste Taifun, der binnen 46 Jahren Xiamen heimgesucht hatte und in der Stadt wurden fünf Personen getötet und über 100 verletzt.

### Tropischer Sturm Eve (Rening)
Ein ausgedehntes Gebiet mit Konvektion im Nordosten der Insel Mindanao begann sich am 15. Oktober zu entwickeln, als es nach Westen zog und als Tropisches Tiefdruckgebiet 27W klassifiziert wurde. Es zog direkt über Samar hinweg und zur Mitte der Philippinen hin. Das Tief dreht nach dem Erreichen des Südchinesischen Meeres am 18. Oktober nach Westen und reagierte damit auf eine in mittlere Höhe stärker werdende Front über dem Südosten Chinas. Als das System sich der vietnamesischen Küste näherte, intensivierte es sich und wurde zum Tropischen Sturm Eve aufgestuft. Eve erreichte am 19. Oktober 110 km südöstlich von Da Nang als schwacher tropischer Sturm das Festland und das System löste sich über Land rasch auf. Sowohl durch JMA als auch PAGASA wurde Eve als tropischer Sturm bewertet, der philippinische Name des Systems lautete Rening.
In der Mitte Vietnams verursachte der Tropische Sturm Eve Starkregenfälle, wobei in Huế 290 mm und bis zu 470 mm Niederschlag in Teilen der Provinz Hà Tĩnh gemessen wurden. Eve war der erste in einer Reihe von Stürmen, die Starkregenfälle in die Region brachten und die schwere Überschwemmungen auslösten. Dabei wurden 793 Personen getötet und mehr als 55.000 wurden obdachlos. Durch die Überflutungen wurden nahezu 300 Millionen US-Dollar an direkten Schäden verursacht.

### Tropische Depression 28W
Am 5. November begann tropische Störung sich etwa 45 km südöstlich von Agrihan vom Schwanzende eines Frontensystems her zu entwickeln, das nach Japan reichte. Diese verstärkte sich am nächsten Tag zum tropischen Tiefdruckgebiet 28W und bewegte sich entlang des Frontensystems in Richtung Nordosten und erreichte dabei mit Winden um 55 km/h seinen Höhepunkt. Das Tief entwickelte sich nicht weiter; seine Zuggeschwindigkeit beschleunigte sich jedoch und es wurde 18 Stunden nach seiner Entstehung zu einem außertropischen Tiefdruckgebiet. Das System hatte keine Auswirkungen auf Land.

### Tropischer Sturm Frankie (Sendang)
Eine Störung nordwestlich von Koror in der Philippinensee entwickelte sich am 6. November auf dem Weg nach Westen zum Tropischen Tiefdruckgebiet 29W. Unter dem Einfluss einer subtropischen Front im Norden überquerte das Tief Samar am 8. November schnell in westlicher Richtung und intensivierte sich über den Zentralphilippinen zum Tropischen Sturm Frankie. Der Einfluss einer sich im Südosten entwickelnden Hochdruckfront brachte Frankie über der Sibuyan-See praktisch zum Stillstand. Aufgrund zunehmender Windscherung und der Wirkung von Landflächen schwächte sich Frankie zusehends ab und löste sich am 11. November auf. PAGASA führte Frankie unter dem Namen Sendang als tropischen Sturm, die JMA bewertete Frankie als tropisches Tiefdruckgebiet.
Frankie verursachte auf den mittleren Philippinen starke Regenfälle mit Regenmengen von bis zu 300 mm, wodurch die Reisernte behindert wurde. Überflutungen durch den Sturm erzwangen die Evakuierung von 300 Familien in Calbayog.

### Taifun Gloria (Trining)
Mitte November bildete sich am Ende einer Reihe von Windscherungen östlich von Samar ein dauerhaftes Gebiet mit Zirkulationsströmungen. Dieses begann sich besser auszubilden, als es am 12. November in nördlicher Richtung zog und wurde am darauffolgenden Tag als tropisches Tiefdruckgebiet klassifiziert. Der Zyklon setzte seine Intensivierung langsam fort und wurde am nächsten als Tropischer Sturm Gloria klassifiziert, als er sich ein gutes Stück östlich von Luzon befand. Gloria begann mit einer Beschleunigung der Vorwärtsbewegung, was dem Einfluss eine Luftströmung in der Höhe zuzuschreiben ist und behielt seine Stärke bei. Der Sturm zog am 15. November östlich an Okinawa vorbei, als sich die Scherungen erkennbar verringerten und somit eine schnelle Intensivierung zum Taifun ermöglichten. Gloria erreichte kurzzeitig seine größte Intensität mit Windgeschwindigkeiten von 120 km/h, bevor der Taifun sich abschwächte und begann, außertropische Eigenschaften anzunehmen. Am 16. November wurde Gloria nach der Abschwächung zu einem tropischen Sturm vollständig außertropisch.
Sowohl JMA als auch PAGASA beobachteten Gloria, PAGASAs Name für den Sturm war Trining. Die JMA klassifizierte Gloria während seines Höhepunktes am 15. November als schweren tropischen Sturm. Taifun Gloria kam nicht in die Nähe von Land.

### Tropische Depression 31W
Ein verdächtiges Gebiet mit niedrigem Luftdruck bei Palawan organisierte sich besser, als es von der Insel weg nach Nordwesten zog und wurde zu Beginn des 1. Dezembers als Tropisches Tiefdruckgebiet 31W klassifiziert. Eine nördlich des Systems liegende subtropische Front bestimmte die Bewegung des Systems, als es in südwestlicher durch das südchinesische Meer wanderte und mit Windgeschwindigkeiten von 55 km/h vor der Küste Vietnams seinen Höhepunkt erreichte. Am Morgen des 3. Dezembers, als sich der Sturm an der Südspitze Vietnams befand, wendete er sich nach Nordwesten und nahm Kurs auf die Malaiische Halbinsel. Das Tief geriet in Thailand nordöstlich von Ko Phuket am 4. Dezember über Land und das JTWC stellte seine Warnungen ein, als das Tief sich im Landesinneren weiter abschwächte. Die Überbleibsel gelangten noch über die Andamanensee, konnten sich aber nicht wieder entwickeln.

### Tropische Depression 32W
Das tropische Tiefdruckgebiet 32W entwickelte sich am 9. Dezember im Südchinesischen Meer zwischen Palawan und Borneo und wanderte langsam nach Westen. Nachdem das Tief seinen Höhepunkt mit Windgeschwindigkeiten von 55 km/h erreicht hatte, beschleunigte sich seine Zuggeschwindigkeit. Am 11. Dezember war das System südlich von Vietnam, wo es stärker geschert wurde. Kurz darauf löste sich das System auf, ohne sich zuvor dem Festland genähert zu haben.

### Tropische Depression 33W
Am 14. Dezember bildete sich das Tropische Tiefdruckgebiet 33W aus einer beständigen Rinne heraus, etwa 425 km östlich der Cam Ranh Bay in Vietnam. Ein hohes Niveau der Windscherungen beschränkte die Sturmstärke auf 55 km/h, die das System beibehielt, als es sich westwärts auf Vietnam zubewegte. Kurz vor Erreichen des Festlandes wendete sich der Sturm nach Norden und löste sich bald darauf über Vietnam unter Einfluss stärker gewordener Windscherung und dem Einfluss des Festlandes auf. Die Auswirkungen des Sturms in Vietnam sind unbekannt.

## Sturmnamen
Die tropischen Wirbelstürme im westlichen Pazifischen Ozean erhielten ihre Namen bis zum Ende der Saison 1999 durch das Joint Typhoon Warning Center. Dies war auch das letzte Jahr, in dem die nachfolgenden Listen verwendet wurden. Die folgenden Namen wurden für benannte Stürme benutzt:
Hilda 01W, Iris 02W, Jacob 03W, Kate 04W, Leo 05W, Maggie 06W, Neil 09W, Olga 11W, Paul 12W, Rachel 13W, Sam 16W, Tanya 17W, Virgil 19W, Wendy 20W, York 21W, Zia 22W, Ann 23W, Bart 24W, Cam 25W, Dan 26W, Eve 27W, Frankie 29W, Gloria 30W
Ein Sturm aus dem östlichen Pazifik, Hurrikan Dora (07E) wanderte zunächst in den mittleren Pazifik und dann über die Datumslinie in den westlichen Pazifik, wo der Sturm als Tropischer Sturm Dora geführt wird.

### Philippinen
Die Philippine Atmospheric, Geophysical and Astronomical Services Administration (PAGASA) verwendet ein eigenes Schema zur Benennung tropischer Zyklone innerhalb ihres Beobachtungsgebietes. Die Listen werden alle vier Jahre wieder verwendet. Diese Liste ist identisch mit der Liste für die pazifische Taifunsaison 1995, mit Ausnahme von Rening, der Rosing ersetzt hat.
Auring 01W, Bebeng 02W, Karing 03W, Diding 04W, Etang 06W, Gening, Helming 09W, Ising 11W, Luding 16W, Mameng 20W, Neneng 21W, Oniang 24W, Pepang 26W, Rening 27W, Sendang 29W, Trining 30W